# Sukajati
Sukajati is een bestuurslaag in het regentschap Indramayu van de provincie West-Java, Indonesië. Sukajati telt 9931 inwoners (volkstelling 2010).